# Stadtsparkasse Wunstorf
Die Stadtsparkasse Wunstorf war eine Sparkasse in Niedersachsen mit Sitz in Wunstorf, Region Hannover. Sie ist eine Anstalt des öffentlichen Rechts.
Das Geschäftsgebiet umfasst die Stadt Wunstorf, welche auch Trägerin ist.
Die Stadtsparkasse Wunstorf plant aufgrund eines akuten Fachkräftemangels eine Fusion mit der größeren Sparkasse Hannover, wobei die Vorstände beider Sparkassen bis Ende September 2024 einen Zusammenschluss ausloten sollen, bevor die Verwaltungsräte darüber entscheiden.

## Geschäftszahlen
Die Stadtsparkasse Wunstorf wies im Geschäftsjahr 2023 eine Bilanzsumme von 746,42 Mio. Euro aus und verfügte über Kundeneinlagen von 533,73 Mio. Euro. Gemäß der Sparkassenrangliste 2023 liegt sie nach Bilanzsumme auf Rang 334. Sie unterhält 5 Filialen/Selbstbedienungsstandorte und beschäftigt 77 Mitarbeiter.

## Sparkassen-Finanzgruppe
Die Stadtsparkasse Wunstorf ist Teil der Sparkassen-Finanzgruppe und gehört damit auch ihrem Haftungsverbund an. Er sichert den Bestand der Institute und sorgt dafür, dass sie auch im Fall der Insolvenz einzelner Sparkassen alle Verbindlichkeiten erfüllen können. Die Sparkasse vermittelt Bausparverträge der regionalen Landesbausparkasse, offene Investmentfonds der Deka und Versicherungen der VGH Versicherungen. Im Bereich des Leasing arbeitet die Stadtsparkasse Wunstorf mit der  Deutschen Leasing zusammen. Die Funktion der Sparkassenzentralbank nimmt die NORD/LB wahr.